# Zorro, le musical
Pour les articles homonymes, voir Zorro (homonymie).
Zorro, le musical est une comédie musicale française de Stephen Clark. Elle est l'adaptation de Zorro (musical) par Éric Taraud, qui est elle-même adaptée du roman Zorro d'Isabel Allende,,.
Le spectacle a accueilli 150 000 spectateurs.

## Synopsis
Le jeune Diego de la Vega est envoyé par son père en Espagne afin de parfaire son éducation. À la mort de son père, il rentre en Californie afin de combattre son frère Ramon qui a pris le pouvoir et terrorise le peuple de Los Angeles.

## Fiche technique
- Livret :  Eric Taraud
- Musique : Gipsy Kings
- Producteur : Stage Entertainment
- Mise en scène : Christopher Renshaw
- Chorégraphie : Raphaël Amargo
- Date de la première représentation : 5 novembre 2009 aux Folies Bergère

## Distribution
- Laurent Bàn : Diego/Zorro
- Liza Pastor : Luisa
- Georges Beller : vieux gitan/Don Alejandro
- Benoit de Gaulejac : Sergent Garcia
- Geraldine Larrosa : Ines
- Yan Duffas : Ramon

## Discographie

### Singles
- Le premier single est Bamboleo sorti en août 2009[5].
- Le second single est Baila me sorti en janvier 2010[6].

### Album
1. L'album sort le 26 octobre 2009.

| No  | Titre                                       | Interprète(s)           | Durée |
| --- | ------------------------------------------- | ----------------------- | ----- |
| 1.  | Z                                           | Mick Potter             |       |
| 2.  | La vida del gitano                          | Troupe                  |       |
| 3.  | Baila me                                    | Laurent Ban             |       |
| 4.  | Souviens-toi                                | Laurent Ban/Liza Pastor |       |
| 5.  | Libertad                                    | Troupe                  |       |
| 6.  | Croire (Soy)                                | Laurent Ban             |       |
| 7.  | Un beau jour                                | Liza Pastor             |       |
| 8.  | La terre était brûlante (te quieres volver) | Liza Pastor             |       |
| 9.  | Bamboleo                                    | Geraldine Larrosa       |       |
| 10. | Entrada                                     | Troupe                  |       |
| 11. | Liberté (vamos a bailar)                    | Troupe                  |       |
| 12. | Un amour mort à jamais (amor d'un dia)      | Laurent Ban/Liza Pastor |       |
| 13. | Une autre bière                             | Troupe                  |       |
| 14. | Djobi, Djoba                                | Troupe                  |       |
| 15. | L'homme derrière le masque                  | Liza Pastor             |       |
| 16. | Fiesta                                      | Troupe                  |       |

## Réception critique
La critique a accueilli chaleureusement le spectacle saluant la qualité de la distribution alternant combat à l'épée, chant et danse, l'efficacité de la mise en scène et le rythme entrainant du spectacle,,.